# Norihiro Inoue
Norihiro Inoue (宏井上 Inoue Norihiro?), (Kanagawa, 21 de noviembre de 1958-28 de febrero de 2022),  fue un seiyū y actor japonés nacido en la Prefectura de Kanagawa, Japón.

## Biografía
Se graduó de en la Universidad de Hosei en 1982 y poco después, en 1985, comenzó a actuar en numerosos doramas y obras de teatro, al igual que hacer las voces en algunas series de anime.
Inoue murió el 28 de febrero de 2022 a los 63 años, de cáncer de esófago en Sagamihara.

## Voces interpretadas

### Dorama
- 1985, Sanada Taiheiki (Kimura Shigenari)
- 1991, Taiheiki (Shijiyu Takasuke)
- 1998, Tokugawa Yoshinobu (Inaba Masakuni)
- 2000, Aoi Tokugawa Sandai (Kajyūji Kōtoyo)
- 2000, Love Complex

### Obras de teatro
- 1985, Pisaro
- 1986, Higeki Fēdoru
- 1990, Kana te Dehon Chūshingura
- 1996, Bara to Kaizoku
- 1997, Yūrei
- 2002, Électre
- 2007, Rupture

### Anime
- 1996, Detective Conan (Masaru Ohta - ep 34-35)
- 1997, Kindaichi Shōnen no Jikenbo (Morio Wada)
- 1997, Legend of the Galactic Heroes (Alfred Rosas - joven)
- 1998 Master Keaton (Taichi Hiraga Keaton)
- 1999, Marco: Tres mil leguas en busca de mamá (Marco - 30 años después)
- 1999, Chikyū Bōei Kigyō Dai-Guard (Eijirō Sakurada)
- 2001, Fruits Basket (Kazuma Soma)
- 2002, Hanada Shōnen Shi (Takeshi Murakami)
- 2002, Saishū Heiki Kanojo (Escolar - ep 12)
- 2003, Gunslinger Girl (Marco)
- 2003, Los viajes de Kino (Hombre - ep 1)
- 2003, Peacemaker Kurogane (Keisuke Yamanami)
- 2003, Tantei Gakuen Q (Dengaku Shimada)
- 2004, Harukanaru Toki no Naka de: Hachiyō Shō (Hermano de Eisen - eps 10-14 y 2)
- 2005, Mahō Sensei Negima! (Takamichi T. Takahata)
- 2006, Code Geass: Hangyaku no Lelouch (Schneizel El Britannia)
- 2006, Negima!? (Takamichi T. Takahata)
- 2006, School Rumble Ni Gakki (Narrador del libro - ep 25, Padre de Tsukamoto - ep 26)
- 2007, Darker than black (Aries Kastinen)
- 2007, Myself ; Yourself (Tsuguhiko Yatsushiro - ep 13)
- 2008, Code Geass: Hangyaku no Lelouch R2 (Schneizel El Britannia)
- 2008, Crystal Blaze (Kitō)
- 2008, GeGeGe no Kitarō 5 (Drácula el Primero - ep 68)
- 2008, Rosario + Vampire (Conductor del autobús)
- 2008, Rosario + Vampire Capu2 (Conductor del autobús)
- 2009, Code Geass: Hangyaku no Lelouch R2 Special Edition "Zero Requiem" (Schneizel El Britannia)
- 2009, Michiko to Hatchin  (Consejero - ep 12)
- 2012, Code Geass: Nunnally in Wonderland (Schneizel El Britannia/El Rey Rojo)
- 2014, Soredemo Sekai wa Utsukushii (Aki)

### Película de anime
- 2001, Metrópolis (Atlas)
- 2006, Harukanaru Toki no Naka de: Hachiyō Shō: MaiHitoyo (El Emperador)
- 2012, Detective Conan: El Undécimo Delantero (Keiichiro Motoura)

### OVA/ONA
- 2004, Master Keaton (Taichi Hiraga Keaton)
- 2005, Harukanaru Toki no Naka de: Hachiyō Shō (El Emperador)

### Doblajes
- 24 (Vladimir Bierko)
- All In (Yoo Jong-Ku)
- El gran Lebowski (Jesus "Da Jesus" Quintana)
- ER (Mark Greene)
- Jason X (Profesor Brandon Lowe)
- Lo que el viento se llevó (Ashley Wilkes)
- Star Trek: Enterprise (Malcolm Reed)
- The Genie From Down Under (Bruce)
- Thunderbirds (Brains)
- Un Extraño Amante (Harlan Fairfax Carruthers/Edward Norton)
- Una joya en el palacio (Min Jeong-ho)